# (12608) Ésope
Pour les articles homonymes, voir Aesop.
(12608) Ésope, désignation internationale (12608) Aesop ou (12608) Æsop, est un astéroïde de la ceinture principale.

## Description
(12608) Ésope est un astéroïde de la ceinture principale. Il fut découvert par Cornelis Johannes van Houten, Ingrid van Houten-Groeneveld et Tom Gehrels le 24 septembre 1960 à l'observatoire Palomar. Il présente une orbite caractérisée par un demi-grand axe de 2,3216 UA, une excentricité de 0,1167 et une inclinaison de 3,5210° par rapport à l'écliptique.

## Nom
Il fut nommé en hommage à Ésope, écrivain d'origine phrygienne à qui on attribue la paternité de la fable comme genre littéraire.

## Compléments